# Охтікаси
Охтіка́си (рос. Охтикасы, чув. Охтикасси) — присілок у Чувашії Російської Федерації, у складі Кадікасинського сільського поселення Моргауського району.
Населення — 7 осіб (2010; 13 в 2002, 34 в 1979; 53 в 1939, 74 в 1926, 65 в 1897, 51 1858).

## Історія
Історичні назви — Ахтікасси, Друга Сундирська, Сюндирська Друга. Утворився як виселок присілку Середній Ачкарен (нині не існує). До 1866 року селяни мали статус державних, займались землеробством, тваринництвом. 1931 року утворено колгосп «Серп». До 1920 року присілок перебував у складі Татаркасинської волості Козьмодемьянського, до 1927 року — Чебоксарського повіту. 1927 року присілок переданий до складу Татаркасинського району, 1939 року — до складу Сундирського, 1962 року — до складу Чебоксарського, 1964 року — до складу Моргауського району.